# 望谟毛蕨
望谟毛蕨（学名：[Cyclosorus wangmoensis] 错误：{{Lang}}：文本有斜体标记（帮助）），为金星蕨科毛蕨属下的一个植物种。